# Nowa Sarzyna Zakłady Chemiczne
Nowa Sarzyna Zakłady Chemiczne – zlikwidowana wąskotorowa towarowa stacja kolejowa w Nowej Sarzynie, w województwie podkarpackim, w Polsce.